# Alopecosa aculeata
Alopecosa aculeata là một loài nhện trong họ Lycosidae.
Loài này thuộc chi Alopecosa. Alopecosa aculeata được Carl Alexander Clerck miêu tả năm 1757.